# Atrapa un millón
Atrapa un millón va ser un programa de televisió creat per la productora Endemol, produït per Gestmusic (del grup Endemol Shine Iberia), i emès per Antena 3. És l'adaptació del programa The Million Pound Drop Live, del canal 4 del Regne Unit. Com la majoria de les versions, però a diferència de la versió original anglesa, la versió espanyola no s'emetia en directe. Va ser presentat a Espanya per Carlos Sobera.
Va començar a emetre's només els divendres a la nit en prime time el 4 de febrer de 2011, però a causa del gran èxit d'audiència obtingut, el 4 d'abril de 2011 va començar a emetre's també de dilluns a dijous a la tarda, i els divendres en horari habitual. A més, des del 29 d'abril de 2011, l'edició diària s'emet també els divendres, així que tots els divendres va haver-hi doble emissió del concurs: a la tarda i a la nit. Així i tot, cal destacar la baixada d'audiència en la versió setmanal dels divendres, la qual va causar la seva cancel·lació el 6 d'abril de 2012. No obstant això, es va continuar emetent totes les tardes de dilluns a divendres després del programa ¡Ahora Caigo! amb èxit relatiu, encara que gradualment va perdre audiència. Després de l'estiu 2014, es va suprimir el programa que va ser substituït per Boom!, presentat per Juanra Bonet.

## Mecànica

### Atrapa un millón (versió setmanal)
A una parella de concursants es dona un milió d'euros, repartit en 40 feixos de bitllets de 50 €, cadascun amb 25.000 €, al començament del joc. A continuació, els concursants han de respondre a vuit preguntes i assajar mantenir la major quantitat dels seus diners com sigui possible. Moltes preguntes estan força centrades en els esdeveniments actuals o recents. El joc es divideix en tres rondes.
Al començament de cada pregunta, els concursants han de triar una categoria de dues opcions. La pregunta estarà relacionada amb la categoria que triïn. Les primeres quatre preguntes tenen quatre opcions, i per a respondre-les, se'n poden triar fins a tres i repartir els diners entre les opcions. Els diners en opcions errònies, cauran per una trapa. Les preguntes de la 5 a la 7 tenen tres opcions de reposada i només se'n poden triar un màxim de dues. L'última pregunta, la vuitena, té dues opcions de resposta i si trien la resposta correcta s'emporten els diners acumulats.

### Atrapa un millón diari
La versió diària servia per trobar concursants per a la versió del prime time dels divendres a la nit. Per a això, als concursants que superessin la quarta pregunta se'ls donava a triar la compra de l'opció del Pase al Millón, la qual cosa implicava deixar la meitat dels diners del qual disposessin en aquest moment (en cas que tinguessin una quantitat imparella de feixos, haurien de deixar un feix menys de la meitat, és a dir, si tenien 25.000 €, que són cinc feixos, solament haurien de deixar dos, és a dir, 10.000 €). Una vegada comprat, quan la parella acabava de concursar (o bé perquè havien superat la vuitena pregunta o perquè s'havien quedat sense diners abans d'arribar a ella), se'ls feia una pregunta extra que els permetria accedir a l'edició setmanal dels divendres. Aquesta pregunta tenia tres opcions, i per a respondre-la havien de deixar la pastilla de la Passada al Milió en la resposta que consideressin correcta. En cas d'encertar, tornarien un divendres. No obstant això, el 14 de novembre de 2011 es va eliminar el Pase al Millón i ara els participants tenen un solo objectiu: aconseguir els 200.000 € que es posen en joc.
Des del 5 de novembre de 2012, existeix un comodí, la "pregunta estrella" consistent en què si entre les preguntes un i la set, una vegada apostat els diners, els concursants no el tenen clar, poden substituir la pregunta que se'ls ha formulat per una altra, la qual pot ser de qualsevol tema i no del triat prèviament per a aquesta pregunta. Aquest comodí tan sols es pot usar una vegada. També, des del programa del 6 de maig de 2013, existeix en la pregunta 6 l'opció "Sólo uno". Apareix com un dels dos temes a escollir, i pot ser una pregunta de qualsevol temàtica, amb la particularitat que solament la pot respondre un dels components de la parella, i l'altre baixa per les escales cap al fossat on cau tots els diners. Una vegada resposta, al concursant que estava a baix se li permet recuperar 5.000 € que recull des del fossat.
A partir del 27 de setembre, arran de la gesta dels germans Ferrandis el dilluns 23 d'aquest mateix mes (van aconseguir els 200.000 €), s'estrena una altra novetat, que consisteix que la parella de concursants pot triplicar el premi si decideix contestar la última pregunta amb les quatre opcions però triant només una opció, o bé duplicar amb tres opcions de resposta, o bé optar a l'una de dos clàssic. Sempre tindran 20 segons per a decidir si volen triplicar i 10 per a decidir si volen doblar.

## Estadístiques
- Total de diners repartits:±5.000.000 € (Inclou especials, Primetime i diaris)
- Major premi repartit: 300.000 € en el capítol del 25/02/2011
- Majors diners perduts: 1.900.000 € (en Atrapa dos milions)
- Major xifra perduda sense que els concursants es vagin: 950.000 € en el capítol de 03/02/2012
- Major pèrdua en l'última pregunta: 325.000 € en el divendres nit (27/05/2011), 45.000 € en l'edició diària (2 vegades: 6 de juliol de 2012 i 30 de juliol 2012)
- Major aguant del premi màxim: Fins a la pregunta 8 (1 vegada) (Versió diària del 23/09/2013)

## Anècdotes
En el programa del 27 de desembre de 2011, Remedios Cervantes va ser la famosa convidada juntament amb un jove concursant anomenat Mario. En l'últim segon de l'última pregunta, Remedios va decidir canviar l'opció seleccionada pel noi, i li va fer perdre 5.000 euros. Davant la polèmica suscitada, l'adreça del programa va decidir donar-li una nova oportunitat a Mario, que es va convertir així en el primer concursant que va repetir participació.
Mario, en la seva segona participació, va guanyar 15000 juntament amb el seu acompanyant i ha rebut una invitació de Remedios per a anar al teatre quan ella actuï.
El dilluns 23 de setembre de 2013, María i Pablo Ferrandis (Una parella madrilenya de germans), es va portar el pot dels 200.000 euros de l'edició diària. Aquest fet suposa una fita en la història del programa, ja que ningú havia aconseguit abans portar-se tots els diners en les 8 preguntes, sense dividir els diners entre les opcions disponibles.

## Premis
- Premi Ondas (2011), al Millor programa d'entreteniment.
- TP d'Or 2011 al Millor programa d'entreteniment..